# Warburgia stuhlmannii
Warburgia stuhlmannii är en tvåhjärtbladig växtart som beskrevs av Adolf Engler. Warburgia stuhlmannii ingår i släktet Warburgia och familjen Canellaceae. Inga underarter finns listade.